# George-Mădălin Borș
George-Mădălin Borș (n.  ?) este un deputat român, ales în 2024 din partea PSD. 

## Cariera politică
În perioada guvernării DA-PUR-UDMR, Mădălin Borș a fost șeful corpului de control al ministrului economie Codruț Sereș, Borș fiind implicat activ în campania electorală a acestuia. Apoi a fost numit in consiliul de administratie al Transelectrica si in AGA societatilor Oil Terminal si Teletrans.
Mădălin Borș a fost ales în 2020 vicepreședinte al PSD Teleorman.

## Altele
Madălin Borș este patronul postului local de știri Antena 3 Alexandria.